# Главный павильон ВДНХ
Главный павильон ВДНХ построен к 1954 году по проекту Г. В. Щуко и Е. А. Столярова. На ВСХВ 1939 года располагался на месте площади между фонтанами «Каменный цветок» и «Дружба народов СССР».
Высота павильона со шпилем — 90 метров.

## Главный павильон 1939 года
Монументальное здание Главного павильона Всесоюзной сельскохозяйственной выставки было построено по проекту академика Щуко и профессора Гельфрейха. От главного входа 1939 на выставку к деревянному павильону вела широкая аллея. У павильона была сооружена пятидесятиметровая башня, на которой установлена эмблема выставки — скульптура «Тракторист и колхозница». Павильон украшали одиннадцать гербов Союзных республик и герб СССР. Перед ним на площади колхозов на фоне знамён были установлены скульптурные фигуры вождей — Ленина и Сталина.
Являясь вводным павильоном выставки, Главный павильон был призван отразить победы страны социализма в области общественного и государственного устройства, хозяйства, культуры, быта. При помощи ярких художественных образов он демонстрировал как большевики превратили старую, убогую царскую деревню в цветущую советскую деревню, каких достижений добилось сельское хозяйство в результате перестройки его на социалистических основах.
В павильоне было пять просторных залов. В них были выставлены многочисленные живописные картины, панорамы, скульптуры и фотографии. Эти художественные произведения, натуральные экспонаты, диаграммы, приводимые цифры и тексты пропагандировали советский строй, рассказывая о лучших совхозах, МТС и колхозах, об отдельных передовиках-стахановцах сельского хозяйства.

## Главный павильон 1954 года
В связи с тем, что старый Главный павильон уже не вписывался в новую расширенную и архитектурно-стилистическую композицию реконструируемой ВСХВ, было решено деревянное здание демонтировать и возвести новый павильон. На месте старого павильона возникла площадка и часть партера фонтана «Каменный цветок».
Новое здание сооружалось на присоединённой к ВСХВ территории и возводилось как новая архитектурная доминанта ансамбля площади колхозов.

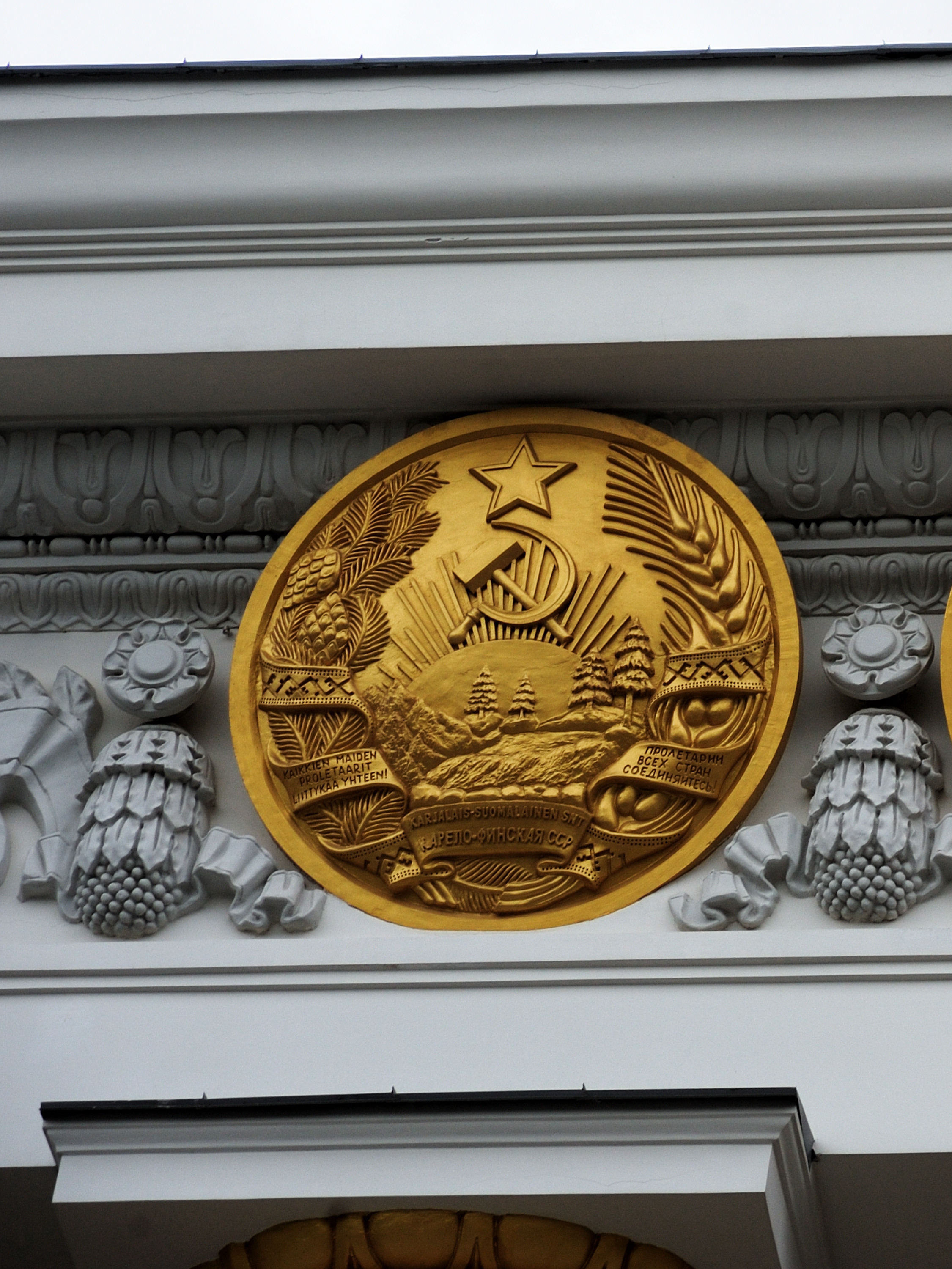
Герб Карело-Финской ССР

От Главного входа к Главному павильону ведёт аллея 14 чугунных фонтанов. Павильон выдержан в традициях русской классической архитектуры и имеет сходство с центральной башней здания Главного Адмиралтейства в Санкт-Петербурге. Авторами использовался архитектурный принцип работы над Дворцом Советов — пропорции, рассчитанные на восприятие с дальних точек, лаконизм деталей, а также ступенчатость композиции. Уступами, напоминающими ступени гигантской лестницы, павильон поднимается вверх и увенчан золочёным шпилем со звездой.
Скульптура «В. И. Ленин», которая сегодня находится перед Главным павильоном, при открытии ВСХВ-54 стояла на левом постаменте лестницы павильона в паре со скульптурой «И. В. Сталин», стоявшей справа до 1962 года.
Как и на прежнем павильоне, на нём были установлены герб СССР и по 16 медальонов с двух сторон с гербами союзных республик, существовавших на 1954 год. Позднее, при понижении статуса Карело-Финской ССР и включении её в РСФСР как Карельской АССР соответствующие два медальона с гербами были убраны в 1956 году. В 2018 году при реставрации павильона они были восстановлены в соответствии с первоначальным проектом 1954 года.

В 1964 году павильону было дано название «Центральный».

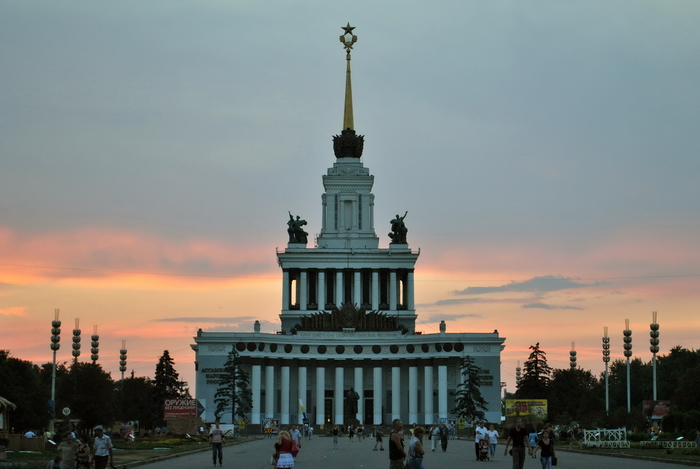
На закате
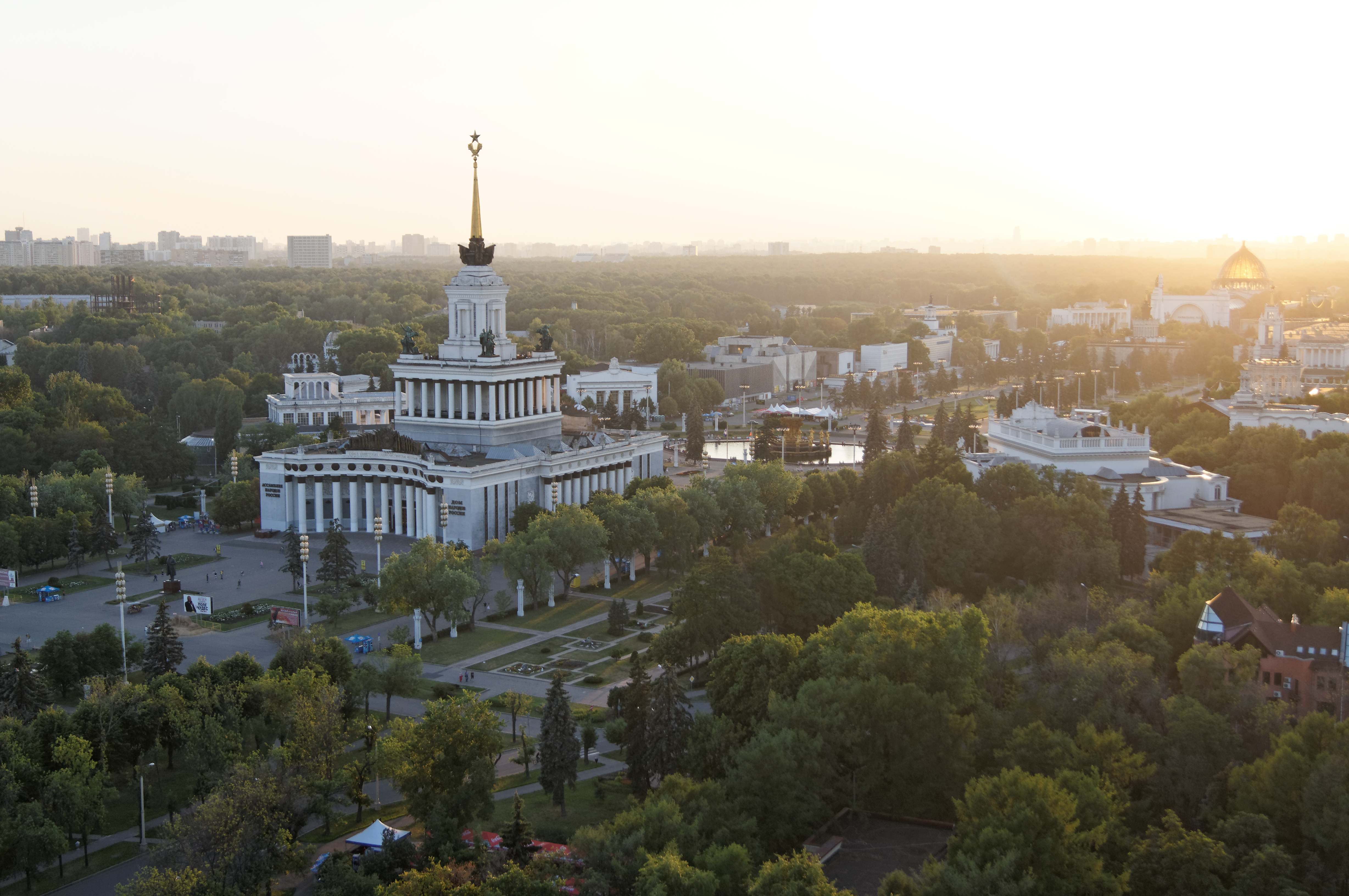
Вид сверху
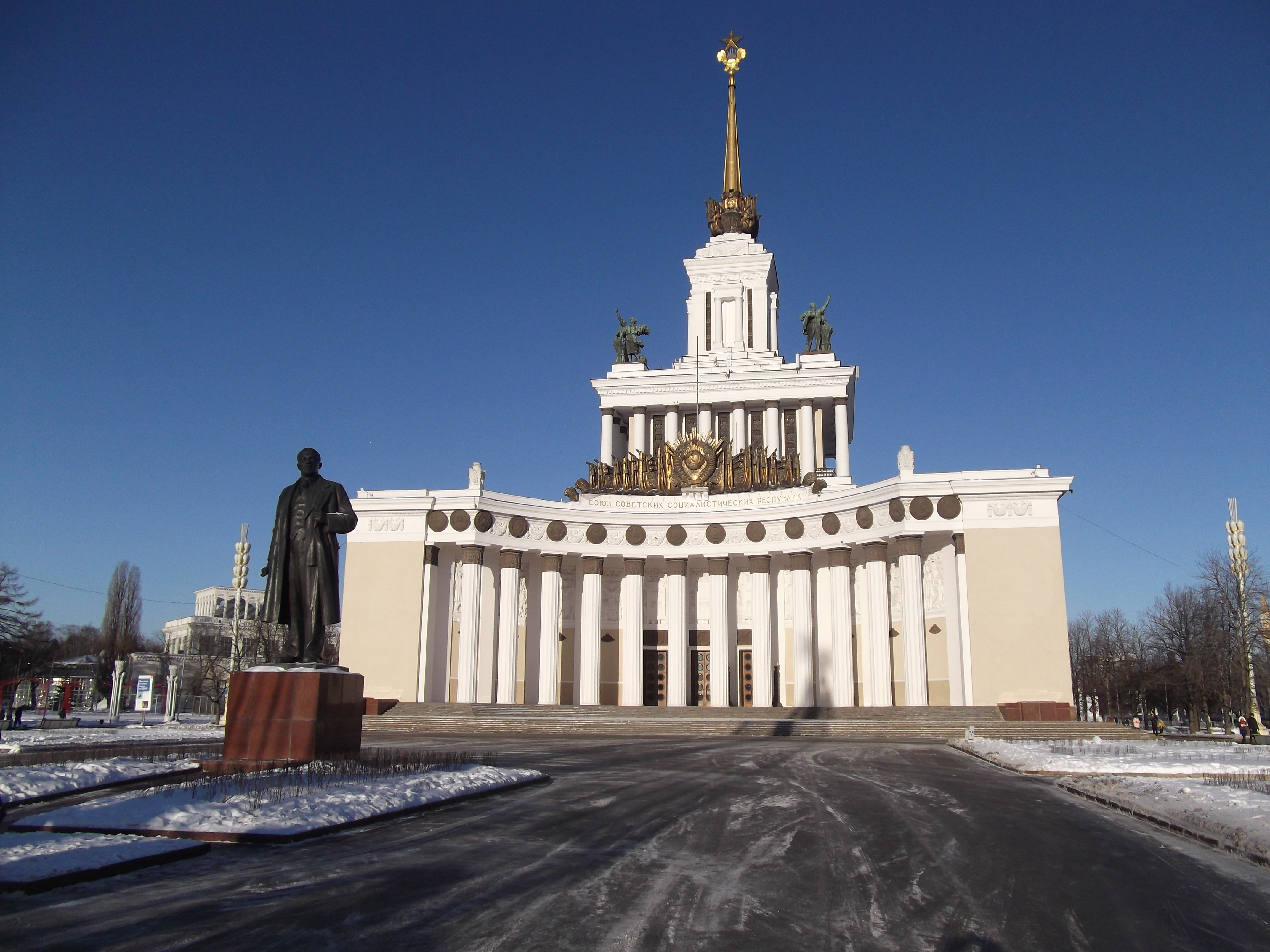
Зима 2017 года
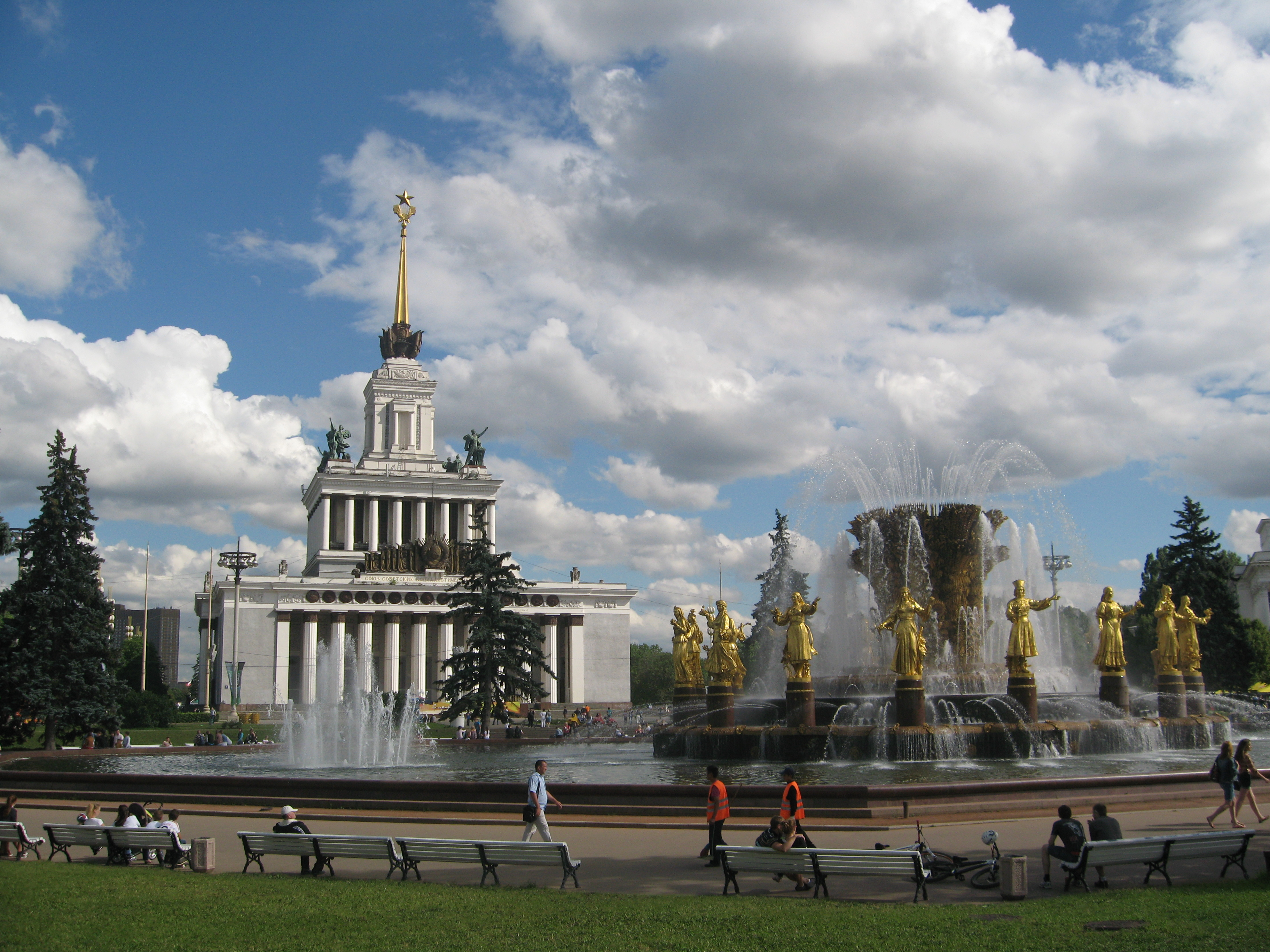
Вид со стороны фонтана в 2012 году...
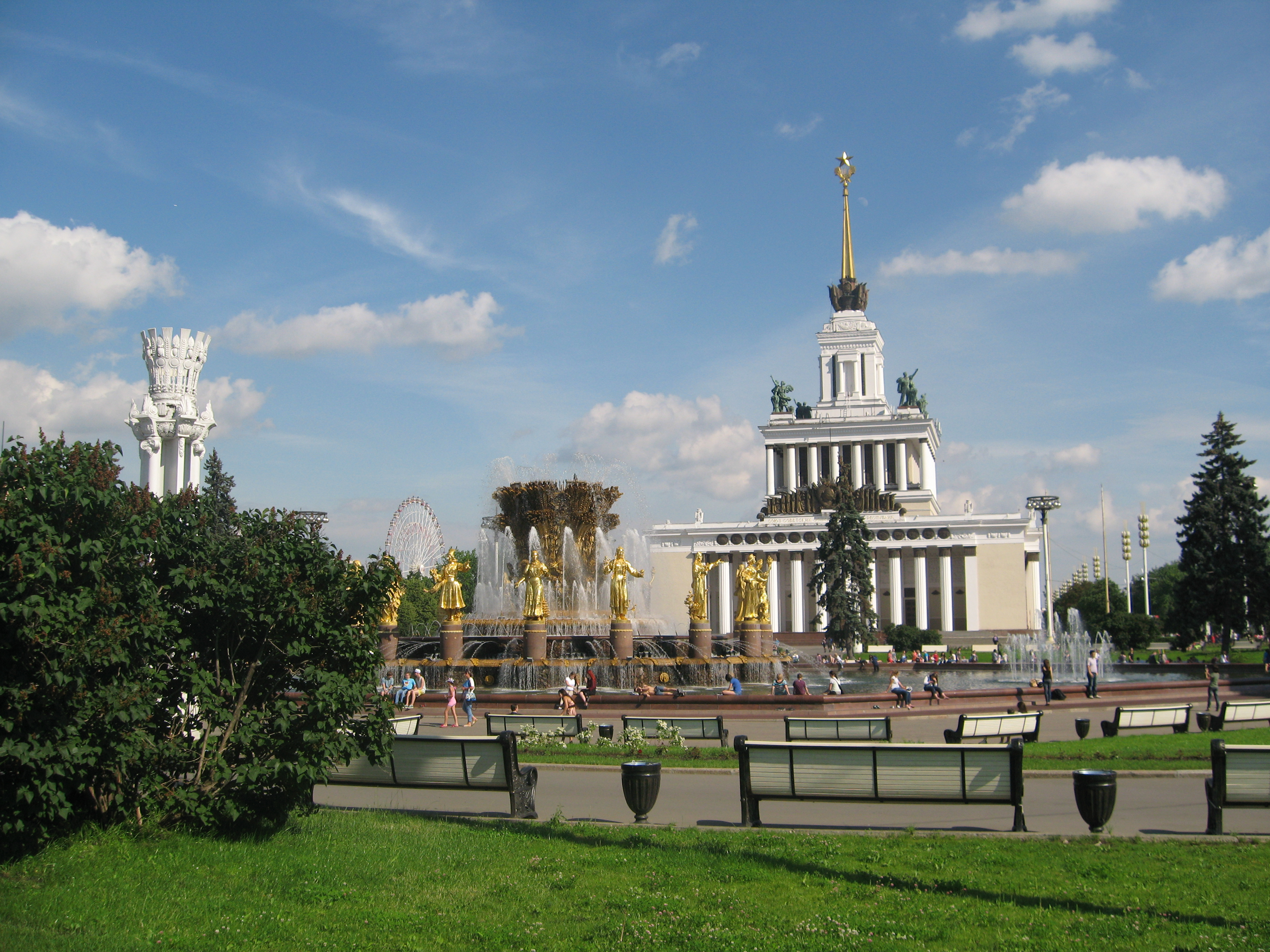
...и в 2015 году
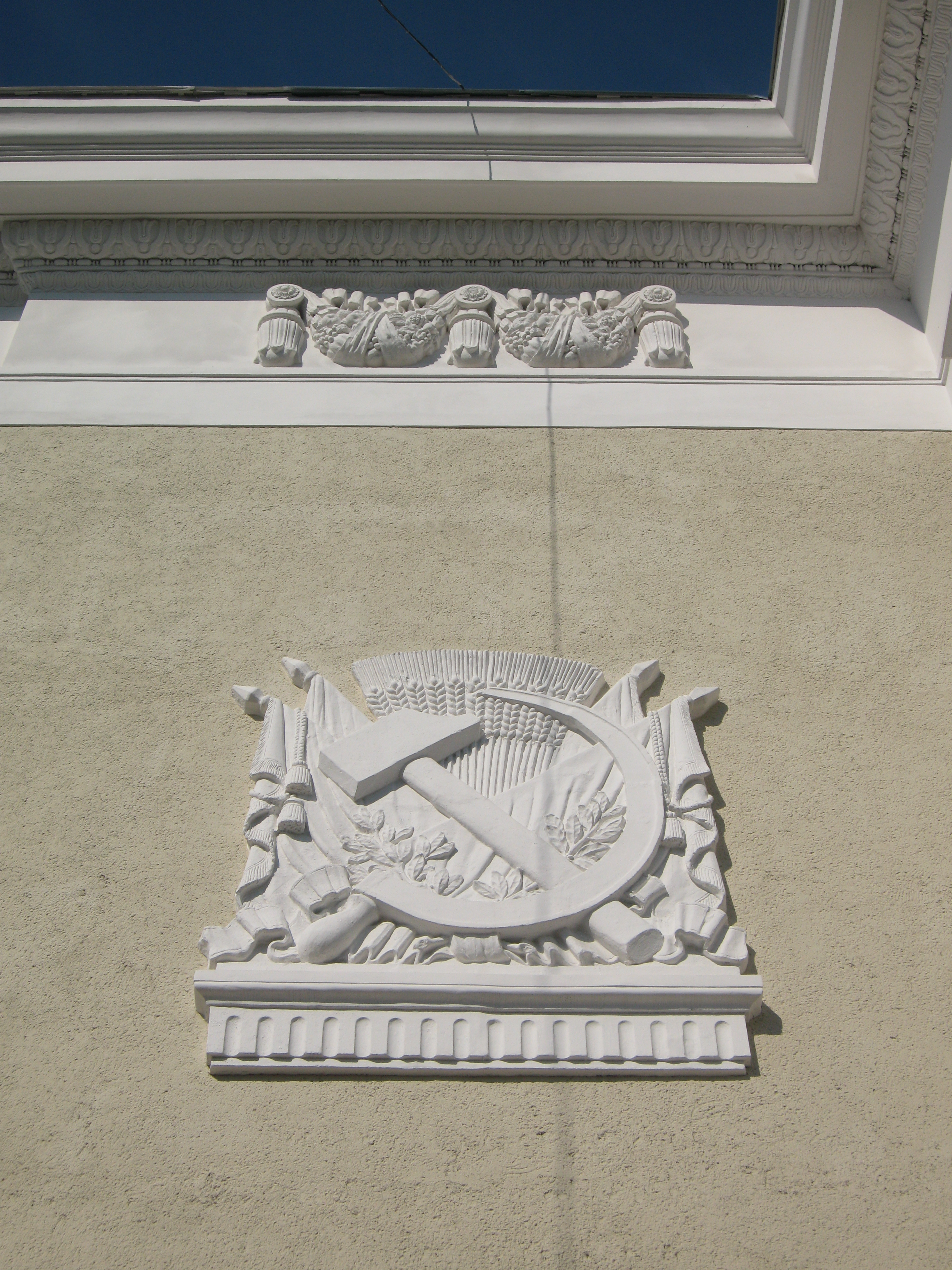
Серп и молот на боковом фасаде
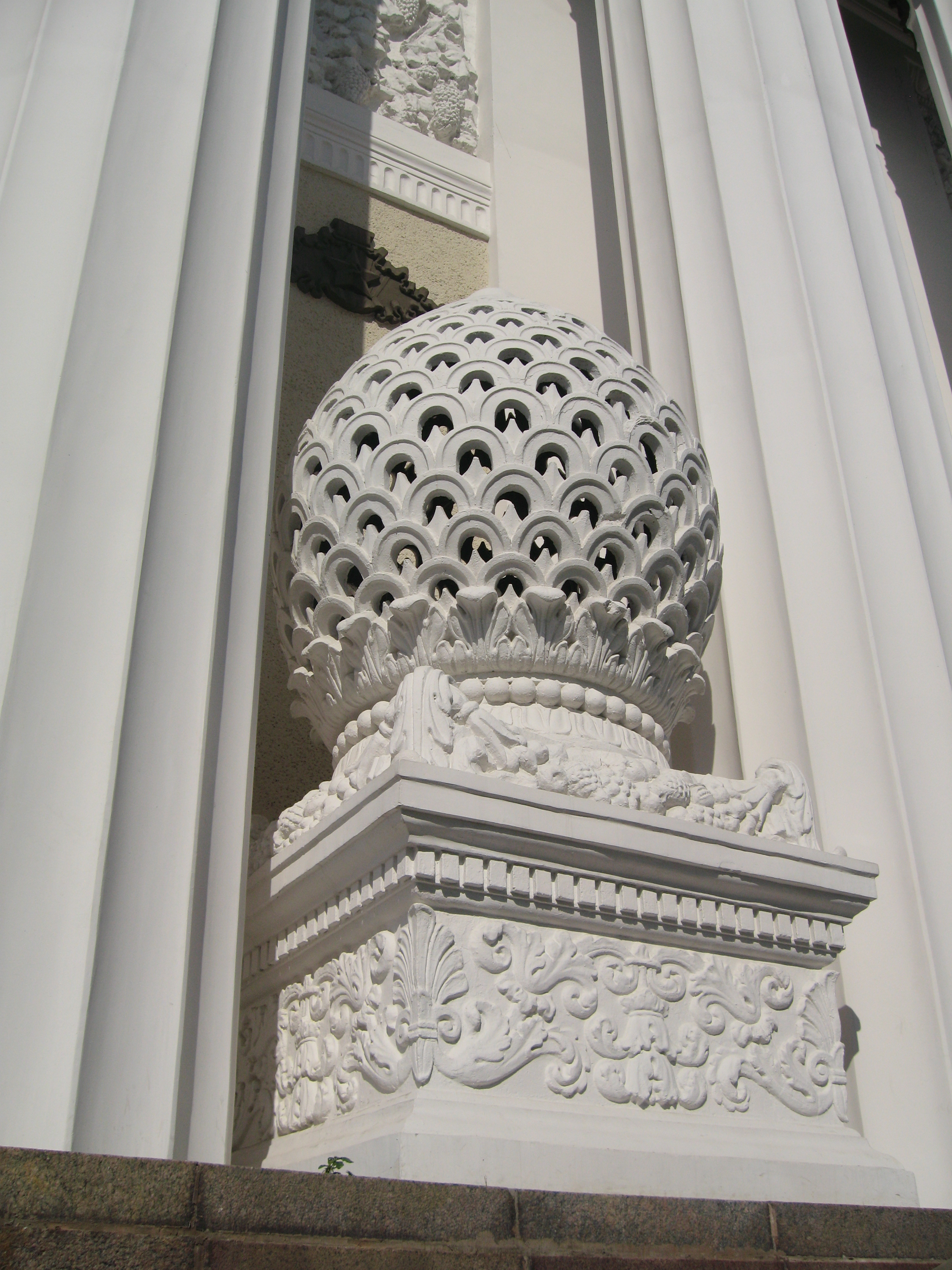
Элемент декора

### Интерьеры павильона
Первый зал был посвящён Октябрьской революции. Вслед за ним шёл грандиозный зал Сталинской конституции, украшением которого служил огромный декорированный купол с цитатой из первого куплета гимна СССР. Общую картину формировали четыре фрески на темы труда, отдыха, выборов и учения, в сочетании со скульптурами счастливых советских людей работы М. Г. Манизера. Следующий «Зал мира» проводил параллель с залами императорских дворцов. В «Зале науки» были представлены выдающиеся учёные в области сельского хозяйства.
В сентябре 2014 года во время работ в цокольном этаже была найдена картина А. М. Герасимова «II съезд колхозников и ударников». Масштабное полотно, созданное в технике масляной живописи, было перенесено в другое здание для реставрации.

## Павильон в филателии

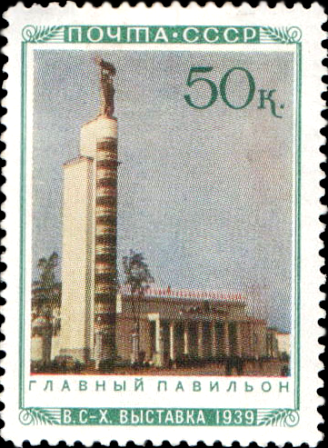
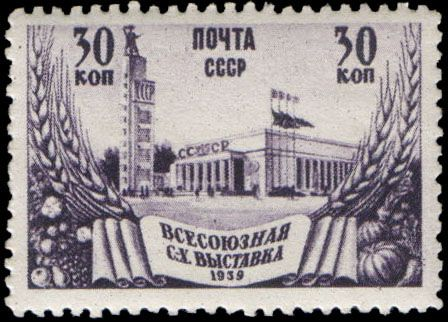
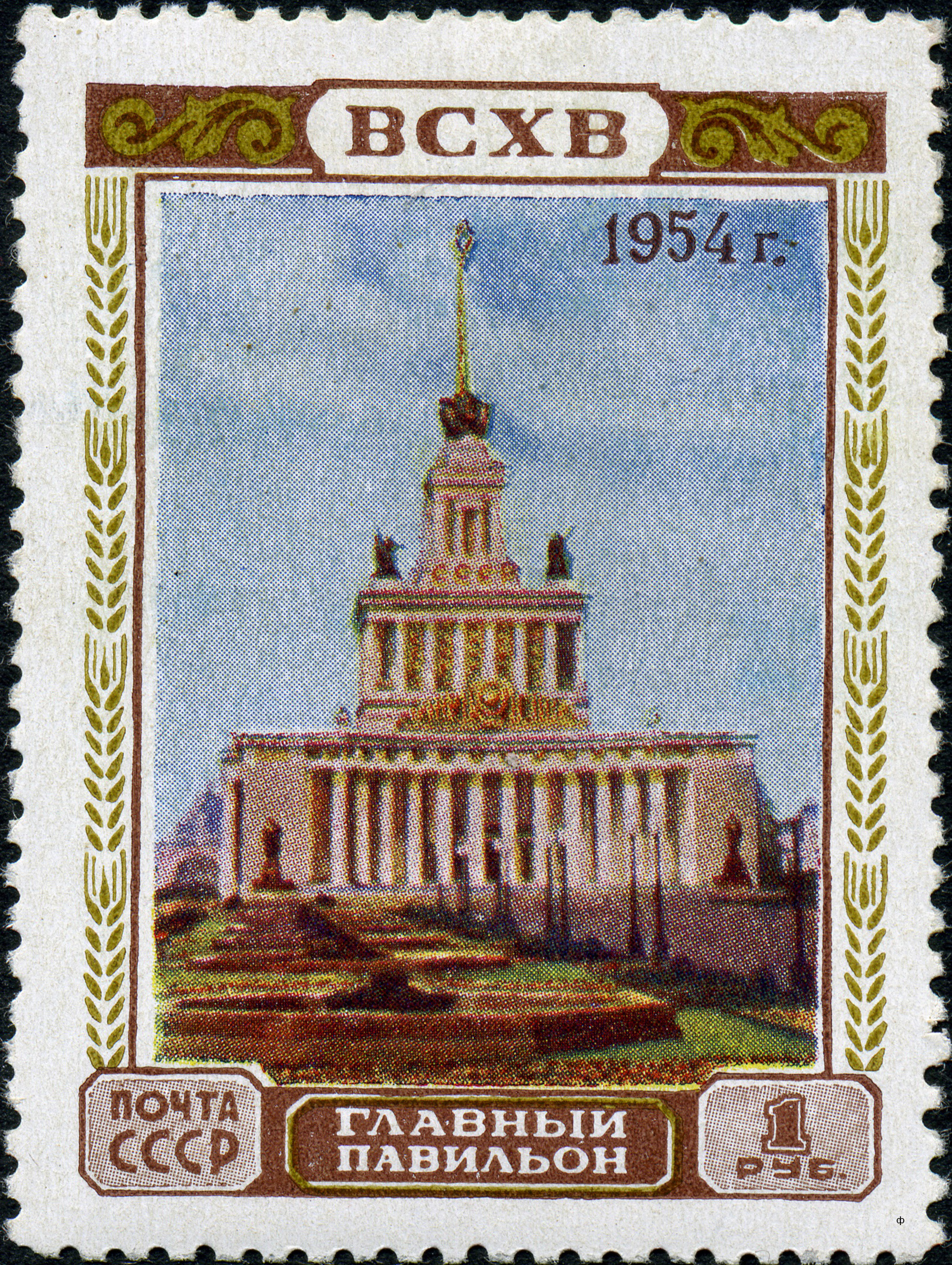